# 안동터미널 (기업)
안동터미널 (安東 Terminal Tour)은 대한민국 경상북도 안동시를 거점으로 전세버스를 운영하는 KD운송그룹 소속의 전세버스 회사였다. KD운송그룹 계열사 중 경상북도 면허를 가진 업체이며 주로 경상북도 지역을 중심으로 하는 전세버스·관광버스 업체였다. 2017년에, 경기고속으로 흡수되었고, 차량은 경기도 면허로 전환되었다.
1. ↑  단, 법인은 그대로 남아있으며, 터미널사업은 그대로 하고 있다.